# Trofeu Laigueglia 2018
El Trofeu Laigueglia 2018 va ser la 55a edició del Trofeu Laigueglia. Es disputà l'11 de febrer de 2018 sobre un recorregut de 203,7 km amb sortida i arribada a Laigueglia, a la Ligúria. La cursa formava part de l'UCI Europa Tour amb una categoria 1.HC.
El vencedor final fou l'italià Moreno Moser (equip nacional d'Itàlia) que s'imposà en solitari. Paolo Totò (Sangemini-MG.Kvis-Vega) i Matteo Busato (Wilier Triestina-Selle Italia) completaren el podi.

## Equips
L'organització convidà a 22 equips a prendre part en aquesta cursa.
| WorldTeam- AG2R La Mondiale Equips continentals professionals (13)- Androni Giocattoli-Sidermec - Aqua Blue Sport - Bardiani CSF - CCC Sprandi Polkowice - Delko-Marseille Provence-KTM - Fortuneo-Samsic - Gazprom-RusVelo - Israel Cycling Academy - Nippo-Vini Fantini-Europa Ovini - Wanty-Groupe Gobert - WB-Aqua Protect-Veranclassic - Wilier Triestina-Selle Italia - Vérandas Willems-Crelan Equips continentals (7)- Amore & Vita-Prodir - Biesse Carrera Gavardo - D'Amico-Utensilnord - MsTina-Focus - Sangemini-MG.Kvis - Virtu Cycling - Vorarlberg-Santic Equip nacional- Itàlia |
| |

## Classificació final
| \| Classificació general \| Classificació general \| Classificació general \| Classificació general \| Classificació general \| \| Corredor \| Corredor \| Equip \| Temps \| \| \| --------------------- \| --------------------- \| ------------------------------- \| --------------------- \| --------------------- \| \| 1r \| Moreno Moser \| Itàlia \| 5h 10' 50" \| \| \| 2n \| Paolo Totò \| Sangemini-MG.Kvis-Vega \| + 43" \| \| \| 3r \| Matteo Busato \| Wilier Triestina-Selle Italia \| + 43" \| \| \| 4t \| Nicola Bagioli \| Nippo-Vini Fantini-Europa Ovini \| + 43" \| \| \| 5è \| Francesco Gavazzi \| Androni Giocattoli-Sidermec \| + 43" \| \| \| 6è \| Kasper Asgreen \| Virtu Cycling \| + 43" \| \| \| 7è \| Romain Combaud \| Delko-Marseille Provence-KTM \| + 43" \| \| \| 8è \| Roland Thalmann \| Team Vorarlberg-Santic \| + 43" \| \| \| 9è \| Ben Hermans \| Israel Cycling Academy \| + 43" \| \| \| 10è \| Fausto Masnada \| Androni Giocattoli-Sidermec \| + 48" \| \| \| 11è \| Quentin Jauregui \| AG2R La Mondiale \| + 58" \| \| \| 12è \| Mauro Finetto \| Delko-Marseille Provence-KTM \| + 1' 12" \| \| \| 13è \| Gianluca Brambilla \| Itàlia \| + 2' 21" \| \| \| 14è \| Silvan Dillier \| AG2R La Mondiale \| + 2' 37" \| \| \| 15è \| Simone Andreetta \| Bardiani CSF \| + 2' 37" \| \| |                    |                                 |            |
| |                    |                                 |            |
| Font: ProCyclingStats |                    |                                 |            |
| Classificació general |                    |                                 |            |
| Corredor | Corredor           | Equip                           | Temps      |
| 1r | Moreno Moser       | Itàlia                          | 5h 10' 50" |
| 2n | Paolo Totò         | Sangemini-MG.Kvis-Vega          | + 43"      |
| 3r | Matteo Busato      | Wilier Triestina-Selle Italia   | + 43"      |
| 4t | Nicola Bagioli     | Nippo-Vini Fantini-Europa Ovini | + 43"      |
| 5è | Francesco Gavazzi  | Androni Giocattoli-Sidermec     | + 43"      |
| 6è | Kasper Asgreen     | Virtu Cycling                   | + 43"      |
| 7è | Romain Combaud     | Delko-Marseille Provence-KTM    | + 43"      |
| 8è | Roland Thalmann    | Team Vorarlberg-Santic          | + 43"      |
| 9è | Ben Hermans        | Israel Cycling Academy          | + 43"      |
| 10è | Fausto Masnada     | Androni Giocattoli-Sidermec     | + 48"      |
| 11è | Quentin Jauregui   | AG2R La Mondiale                | + 58"      |
| 12è | Mauro Finetto      | Delko-Marseille Provence-KTM    | + 1' 12"   |
| 13è | Gianluca Brambilla | Itàlia                          | + 2' 21"   |
| 14è | Silvan Dillier     | AG2R La Mondiale                | + 2' 37"   |
| 15è | Simone Andreetta   | Bardiani CSF                    | + 2' 37"   |